# The Sleeping Sentinel
The Sleeping Sentinel er en amerikansk stumfilm fra 1914.

## Medvirkende
- George Steele som Abraham Lincoln.
- Clarence Elmer.
- Margaret Moore.
- John Smiley.
- Albert McGovern.